# قيقب ثلاثي الشعب

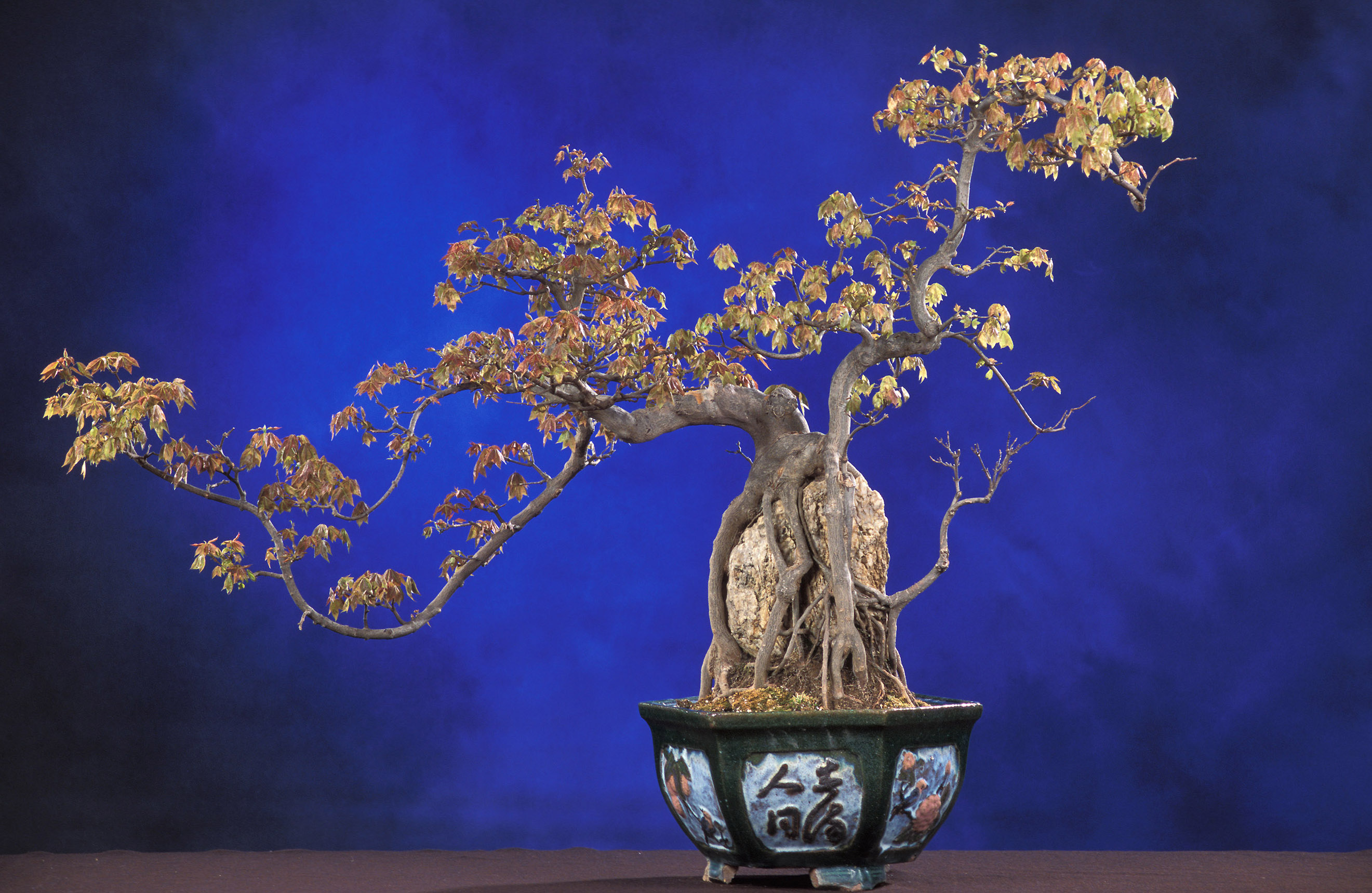
شجيرة قيقب ثلاثية الشعب

القيقب ثلاثي الشعب هو نوع شجري جذاب ينتمي لجنس القيقب أو الإسفندان. ينمو في الصين والمناطق الشمالية معتدلة الحرارة.